# Park Jung-bum
Park Jung-bum (* 1976) ist ein südkoreanischer Filmregisseur, Drehbuchautor und Schauspieler. 

## Leben
Park war als Regieassistent für Lee Chang-dongs Film Poetry (2010) tätig und feierte im gleichen Jahr die Premiere seines ersten Films in voller Länge mit The Journals of Musan auf dem Busan International Film Festival. Der Film basiert auf dem Leben seines Freundes Jeon Seung-chul, einem nordkoreanischen Flüchtling, während seiner Zeit an der Yonsei University kennenlernte. Park führte Regie, schrieb das Drehbuch und spielte auch Jeon in der Hauptrolle. Für den Film erhielt Park 17 Auszeichnungen auf verschiedenen Filmfestspielen weltweit.
Bereits 2008 produzierte Park den Kurzfilm 125 Jeon Seung-chul, der später als Vorlage für The Journals of Musan diente. Jeon konnte beide Filme nie sehen. Er hatte Krebs und verstarb zwei Tage nach Fertigstellung des Kurzfilms und stand unter dem Einfluss von Schmerzmitteln.
2019 erhielt sein Film Pa-Go (Height of the Wave) auf dem Locarno Film Festival den Spezialpreis der Jury.

## Filmografie
- 2001: Templementary (사경을 헤매다 Sagyeong-eul Hemaeda, Kurzfilm) – Regie, Produktion, Schauspieler
- 2008: 125 Jeon Seung-chul (125전승철, Kurzfilm) – Regie, Drehbuch, Produktion, Schauspieler
- 2010: Poetry (시 Si) – Regieassistent
- 2010: The Journals of Musan (무산일기 Musan Ilgi) – Regie, Drehbuch, Produktion, Schauspieler
- 2012: One Week (일주일 Il-ju-il, Kurzfilm) – Regie
- 2013: Jury (주리, Kurzfilm) – Schauspieler
- 2013: If You Were Me 6 (어떤 시선 Eotteon Sinseon) – Regie, Drehbuch
- 2015: Alive (산다 Sanda) – Regie, Drehbuch, Produktion, Schauspieler
- 2015: Now Playing (오늘영화 Oneul Yeonghwa) – Schauspieler
- 2019: Height of the Wave – Regie

## Auszeichnungen
2008
- Seoul Independent Film Festival: Award for Excellence für  125 Jeon Seung-chul[3]

2011
- Tribeca Film Festival: Best New Narrative Filmmaker für The Journals of Musan
- Buil Film Awards: Bester neuer Regisseur für The Journals of Musan
- Korean Association of Film Critics Awards: Bester neuer Regisseur für The Journals of Musan

2014
- Mar del Plata International Film Festival: Silver Astor für den besten Schauspieler für Alive

2015
- Florence Korea Film Festival: Jury Award für Alive[4]